# Puchar Świata w Lekkoatletyce 1985
4. Puchar Świata w Lekkoatletyce – czwarta edycja pucharu świata w lekkoatletyce odbyła się w stolicy Australii Canberze między 4 a 6 października 1985 roku. Pierwszy raz w historii zawody cyklu rozegrano na półkuli południowej. Organizatorem imprezy było International Association of Athletics Federations.

## Końcowe rezultaty
| Pozycja | Drużyna           | Punkty |
| ------- | ----------------- | ------ |
| 1       | Stany Zjednoczone | 123    |
| 2       | ZSRR              | 115    |
| 3       | NRD               | 114    |
| 4       | Europa            | 97,5   |
| 5       | Afryka            | 81     |
| 6       | Ameryka           | 80     |
| 7       | Oceania           | 65     |
| 8       | Azja              | 39,5   |

| Pozycja | Drużyna           | Punkty |
| ------- | ----------------- | ------ |
| 1       | NRD               | 121    |
| 2       | ZSRR              | 105,5  |
| 3       | Europa            | 86     |
| 4       | Ameryka           | 62,5   |
| 5       | Stany Zjednoczone | 61     |
| 6       | Oceania           | 52     |
| 7       | Azja              | 42     |
| 8       | Afryka            | 41     |